# Tömjénfüstölő
A tömjénfüstölő (latin thuribulum) olyan, többnyire vallási célú edény, melyben füstölés végett tömjént égetnek. A vallási kultusznál, az istentiszteletnél használt füstölők közül a legfontosabb mindig a tömjén volt.
Már a kora ókorban elterjedt tárgy volt a füstölő, melyben a tömjént vagy más illatszert meggyújtották. 
Azért is használták, mert az illatos gyanták égetése a vallással foglalkozó képzeletet élénkíti és az áhítatot emeli.

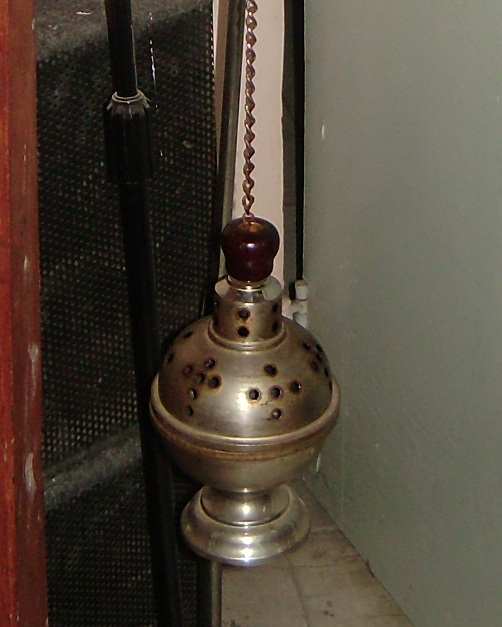
Egyetlen láncú füstölő, amelyet néhány egyház használ

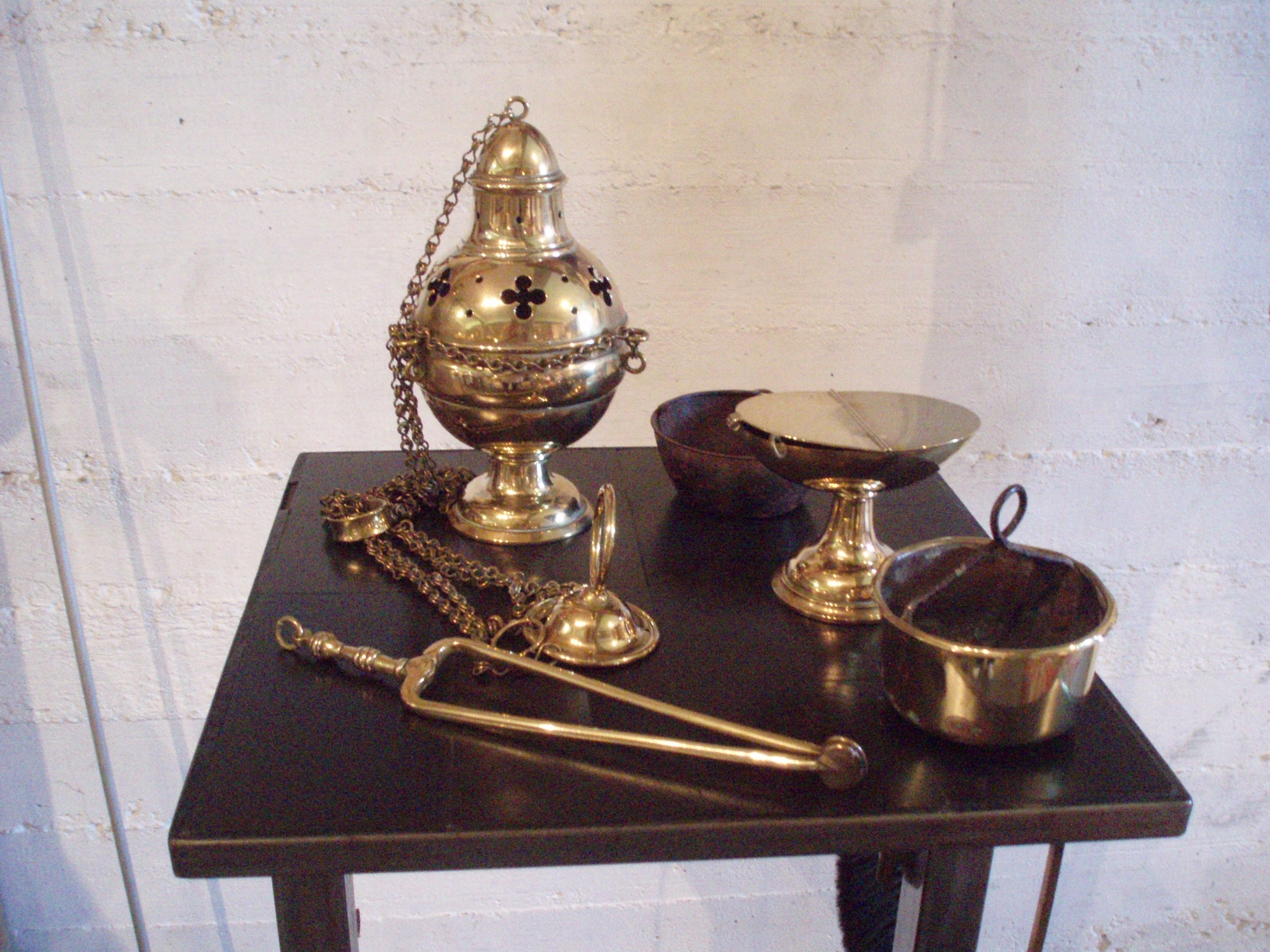
A füstölő és kellékei (De Crypte múzeum, Gennep, Hollandia)

A fémből készült füstölőt láncokra felfüggesztve számos keresztény egyházban használják, beleértve a római katolikus, a maronita katolikus, a keleti ortodox, az örmény apostoli és a antikhalkédóni egyházakat, valamint egyes evangélikus, ókatolikus, egyesült metodista, református egyházakat, az anglikán közösséget. A római katolikus, evangélikus és anglikán egyházban, a ministránst, aki a tömjénfüstölőt hordozza, turifernek nevezik.

A keresztény egyházi felhasználáson túl számos spirituális vagy szertartásos hagyományban alkalmazzák, beleértve néhány gnosztikus egyházat és a szabadkőművességet (különösen az új páholyok felszentelésében).  továbbá a szertartásos mágia gyakorlatát is. 

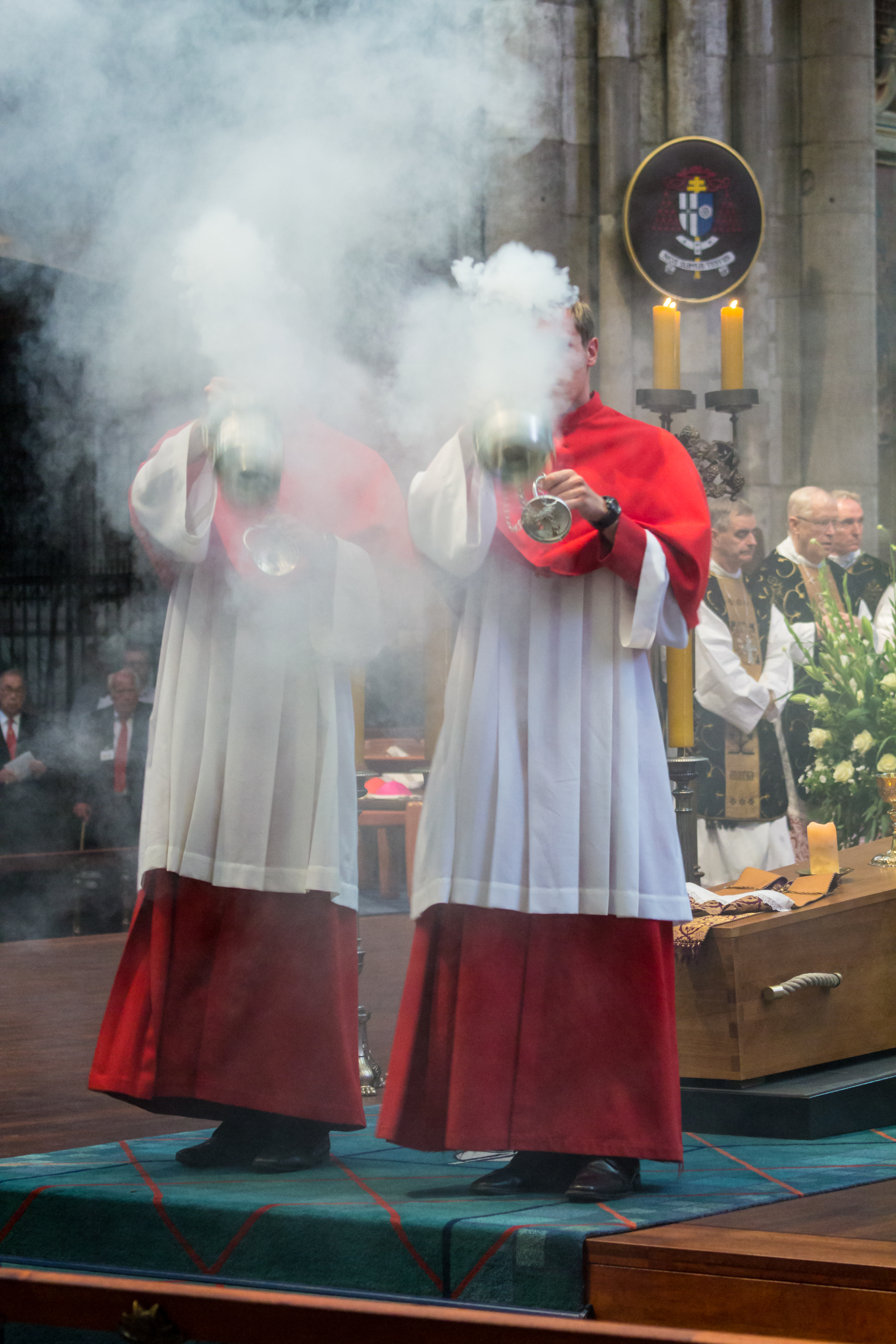
Két ember füstölőt lenget a gyülekezet felé egy temetés során, Köln székesegyháza, 2017.

## Történet
A tömjénezést az egyiptomiak ősidők óta ismerték és használták. Minden istenséget megilletett a nagy mennyiségben elégetett tömjén. Nézetük szerint a füstje az égbe vitte az imádságot, és a halottért való tömjénezés az elhunyt lelkét elvezette a túlvilágra.
A fáraók egész expedíciókat küldtek hajón Dél-Arábiába, a tömjénfa hazájába, hogy a helyszínen jelentős mennyiségeket szerezhessenek be a tömjénből. Már Kr. e. 3000 évvel szokásban voltak ezek az egyiptomi expedíciók; Szahuré fáraó piramis-templomának domborművei egy hazatérő tömjén-expedíció jeleneteit is megörökítik.
A zsidók az egyiptomi kivonulás után megtartották a tömjénezés egyiptomi szokását. Náluk illatáldozatnak nevezték. Más vallási kultuszokhoz hasonlóan a tömjénezést náluk is magában vagy más áldozatokkal ajánlották fel.
Szokásban volt Babilóniában és máshol is Elő-Ázsiában. Az istenségek templomaiban mindenhol füstölőt használtak annak érdekében, hogy ezen keresztül az emberek imáit és kéréseit gyorsabban eljuttassák az istenekhez, és hogy örömet szerezzenek nekik.
Keleten, Indiában is már többszáz évvel Krisztus előtt meghonosodott; ott főleg egy másik tömjénfa, a Boswellia thurifera gyantája volt használatos. Kínában is szokásban volt a tömjénezés.
A görögök a föníciaiaktól, a rómaiak pedig a görögöktől vették át a tömjénégetést istentiszteletre. A rómaiak naponta mutattak be tömjénáldozatot, nyilvánosan vagy egyedül.

### Kereszténység
Az őskereszténység gyakorlatában nem ismert. A 2. században a művelt hitvédők érveltek amellett, hogy a Teremtőnek nincs szüksége rá. Tertullianus még a 2-3. század fordulóján is elutasította. A kereszténység először tiltotta a tömjénáldozatot, később aztán a magáévá tette. 
Feltehetőleg a rómaiak kultuszából és szertartásából került át.  Hogy az istentisztelet külső fényét emeljék, a liturgikus tömjénezés tért hódított a kereszténységben is.
Állítólag Aranyszájú Szt. János mondta: „A templomot megtöltjük a tömjén füstjével, de mire jó, ha nem törődünk a lélek tisztaságával, a bűnök elhagyásával?" Egyik legrégibb nyomát Pszeudo-Dionüsziosznál találjuk. Az első római Ordo említi a tömjénezést a pápa bevonulásakor és az evangélium éneklésekor. Később a miséző püspököt vagy papot és annak segédletét, valamint a jelenlevő világi hatóságokat (királyokat stb.), sőt a népet is tömjénezéssel üdvözölték.
A ma használt füstölő a 9. századtól jelent meg a nyugati egyházban. A középkorban néha drágakövekkel volt kirakva, és a templom értékes kincseinek tárgyát képezte.

## Római katolikus egyház
A római katolikus egyházban ma három láncon függő edénykét használnak és egy negyedik lánc segítségével az edény fedelét felhúzva lehet a parázsra tömjént szórni. A füstölőhöz tartozik a navicula („kis hajó”), a talpas hajócskára emlékeztető edény, amelyben a tömjént tartják. Fedelének a fele kinyitható, s a benne lévő kanálkával teszi a celebráns a tömjént a füstölőbe. Azt az egyént, aki a füstölőt viszi, turifernek hívják. Ő megy a bevonulás élén a füstölgő edénnyel, tömjénezés esetén.
A parázsra szórt tömjén illatos füsttel ég el; ez kifejez hódolatot és imádást az oltáriszentség előtt, tiszteletet 
az evangéliumos könyv, a miséző személye, a nép vagy a halott iránt, ünnepélyességet a körmenetek alkalmával, templom- és oltárszenteléskor stb.
A kereszt, a keresztereklye, az oltár, az evangéliumos-könyv tömjénezése közvetve Krisztusnak szól, akit ezek a tárgyak jelképeznek (cultus latriae indirectus).